# Rasmus Lindgren
Rasmus Lindgren (Landskrona, 29 de noviembre de 1984) es un exfutbolista sueco que jugaba como centrocampista. Su primer equipo fue el Landskrona BoIS.

## Clubes
| Club                     | País         | Año       |
| ------------------------ | ------------ | --------- |
| Landskrona BoIS          | Suecia       | 2002      |
| Jong Ajax                | Países Bajos | 2003-2005 |
| A. F. C. Ajax            | Países Bajos | 2005-2006 |
| F. C. Groningen (cedido) | Países Bajos | 2005-2006 |
| F. C. Groningen          | Países Bajos | 2006-2008 |
| A. F. C. Ajax            | Países Bajos | 2008-2011 |
| Red Bull Salzburgo       | Austria      | 2011-2012 |
| F. C. Groningen          | Países Bajos | 2013-2016 |
| BK Häcken                | Suecia       | 2016-2021 |

## Palmarés

### Títulos nacionales
| Título                   | Club               | País         | Año  |
| ------------------------ | ------------------ | ------------ | ---- |
| Copa de los Países Bajos | A. F. C. Ajax      | Países Bajos | 2010 |
| Eredivisie               | A. F. C. Ajax      | Países Bajos | 2011 |
| Bundesliga               | Red Bull Salzburgo | Austria      | 2012 |
| Copa de Austria          | Red Bull Salzburgo | Austria      | 2012 |
| Copa de los Países Bajos | F. C. Groningen    | Países Bajos | 2015 |
| Copa de Suecia           | BK Häcken          | Suecia       | 2019 |